# Disznófélék

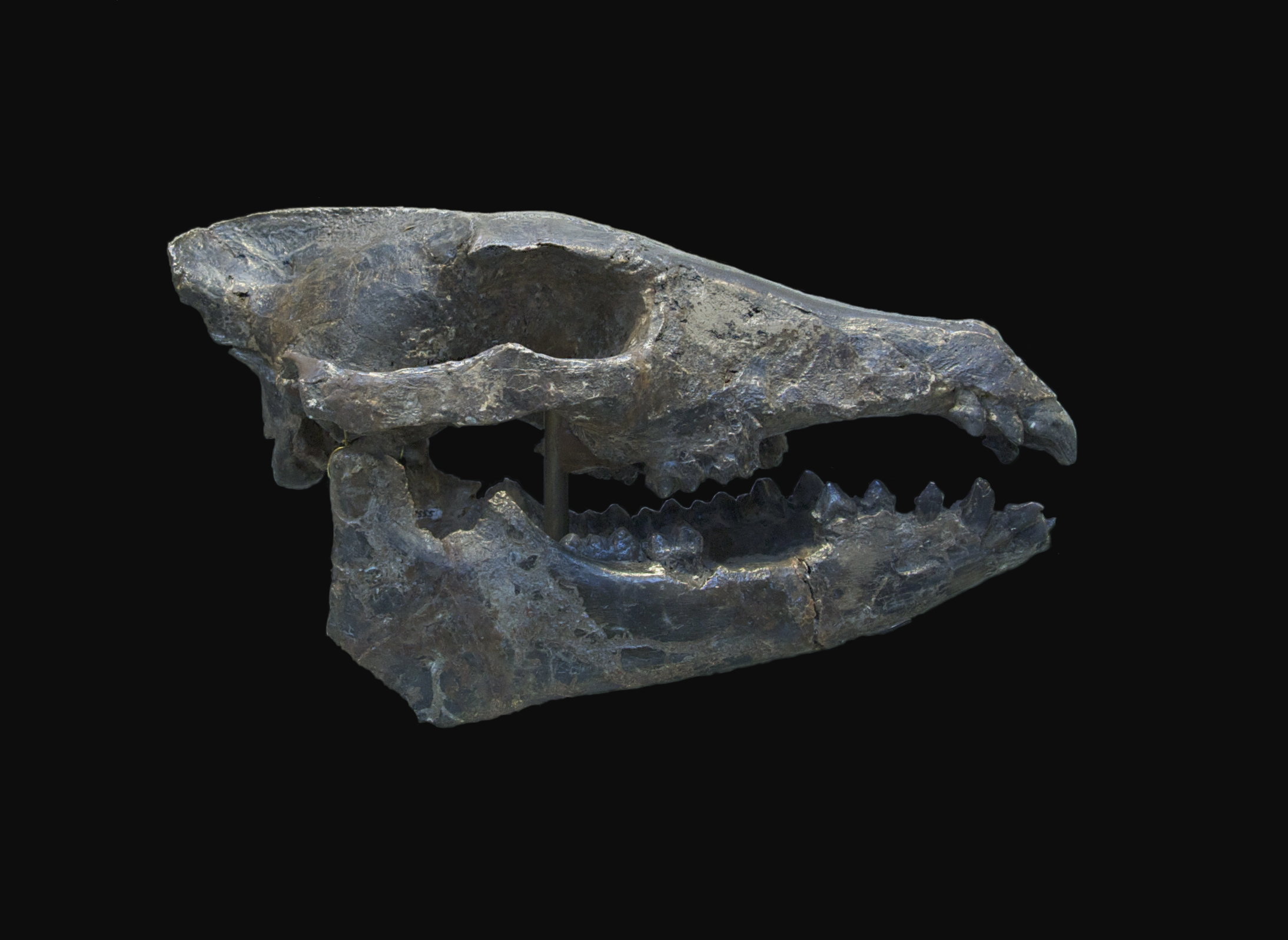
Hyotherium major

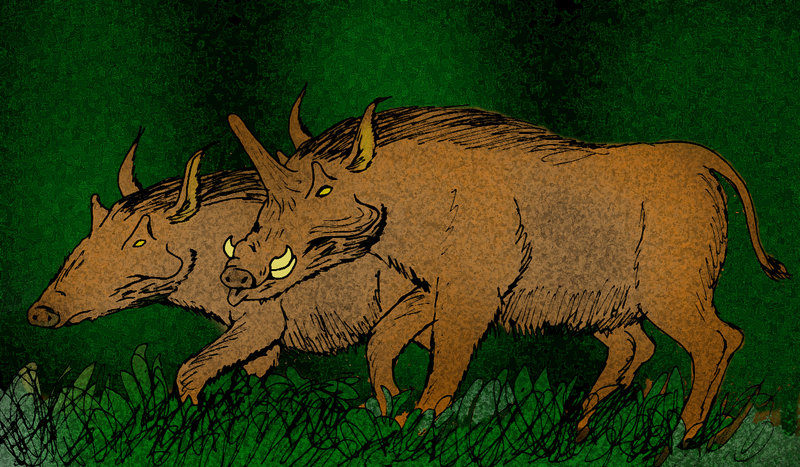
Kubanochoerus gigas

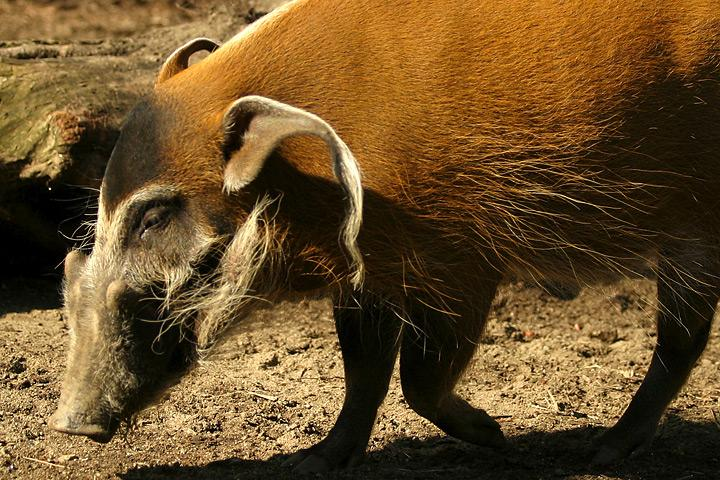
Bojtosfülű disznó (Potamochoerus porcus

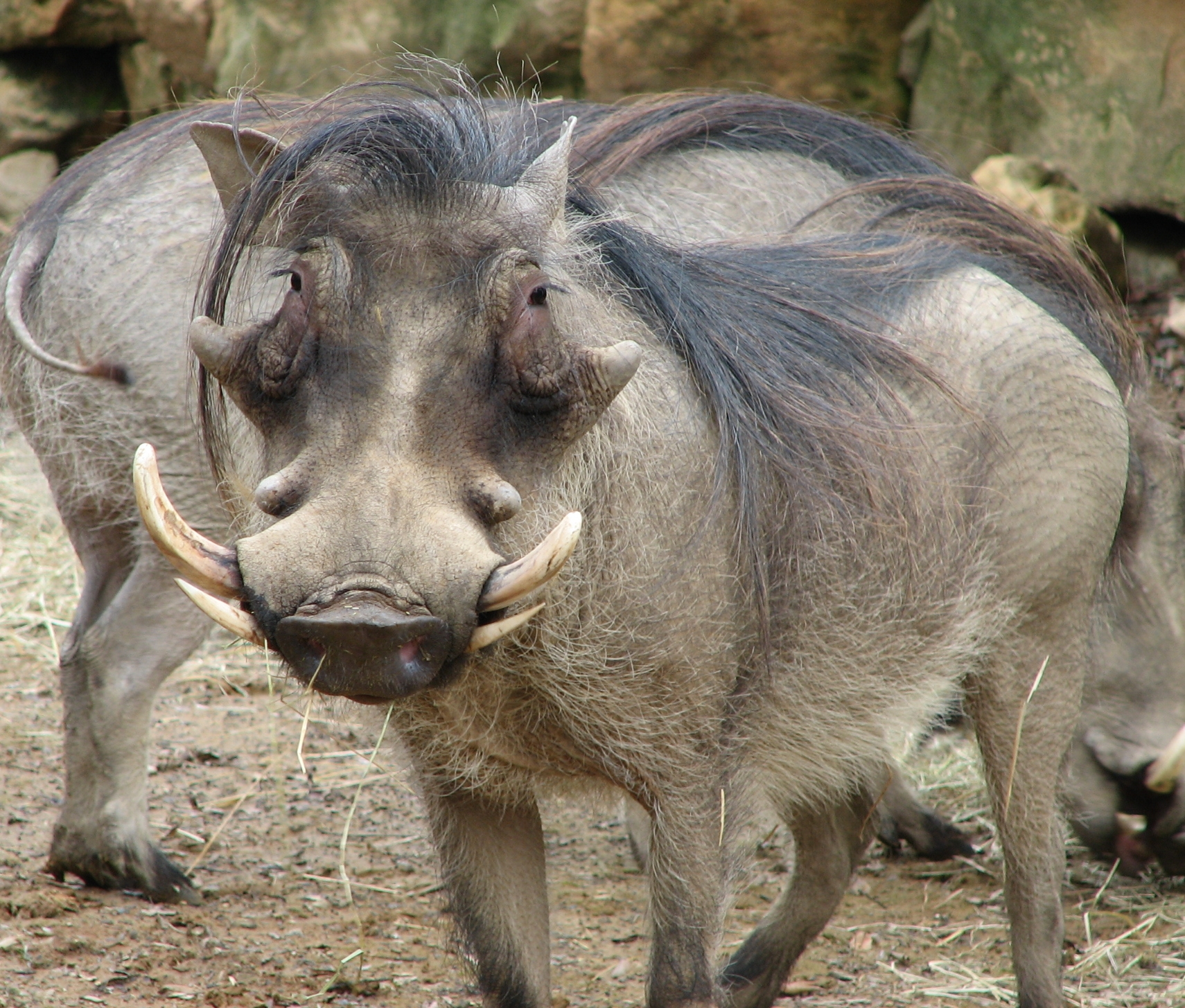
Szavannai varacskosdisznó (Phacochoerus africanus)

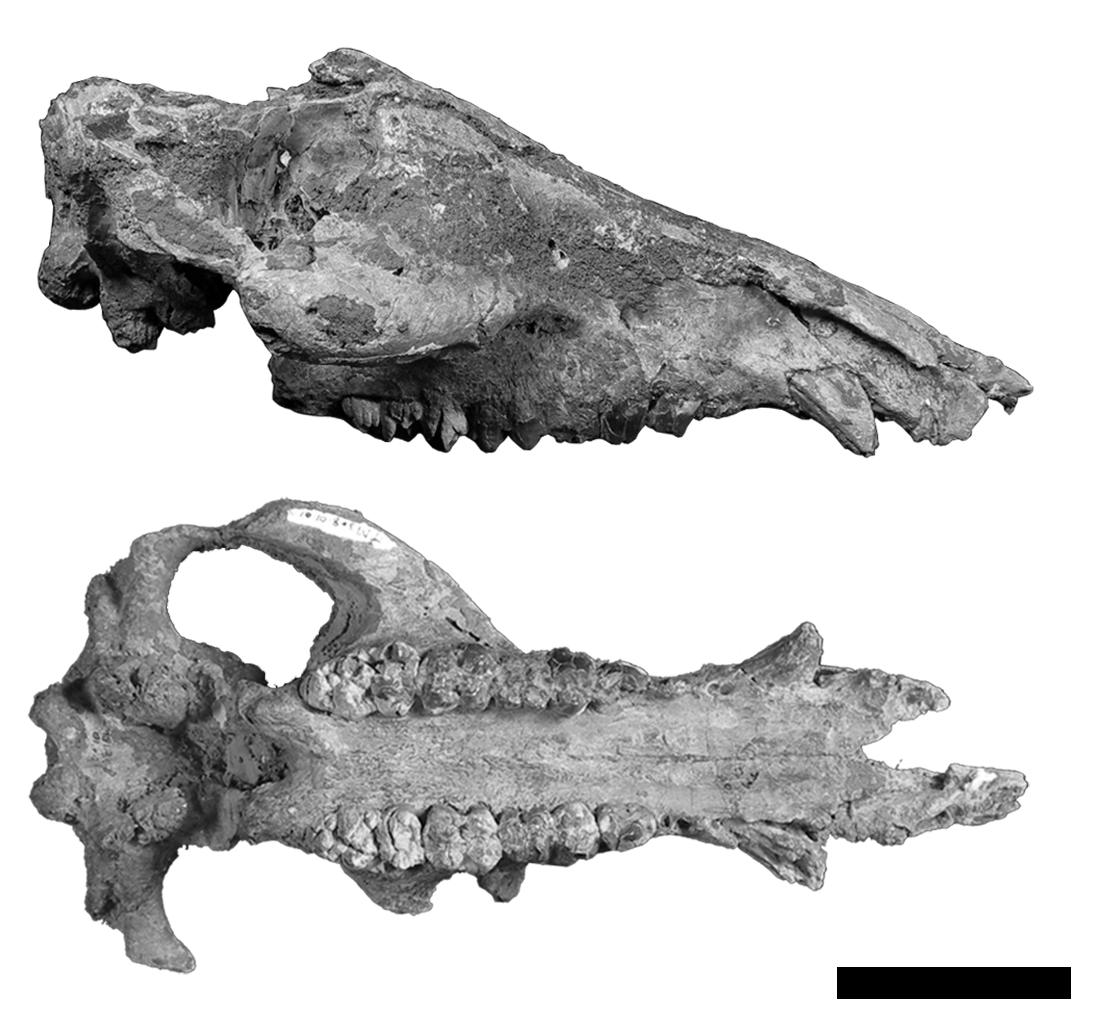
Nyanzachoerus khinzir

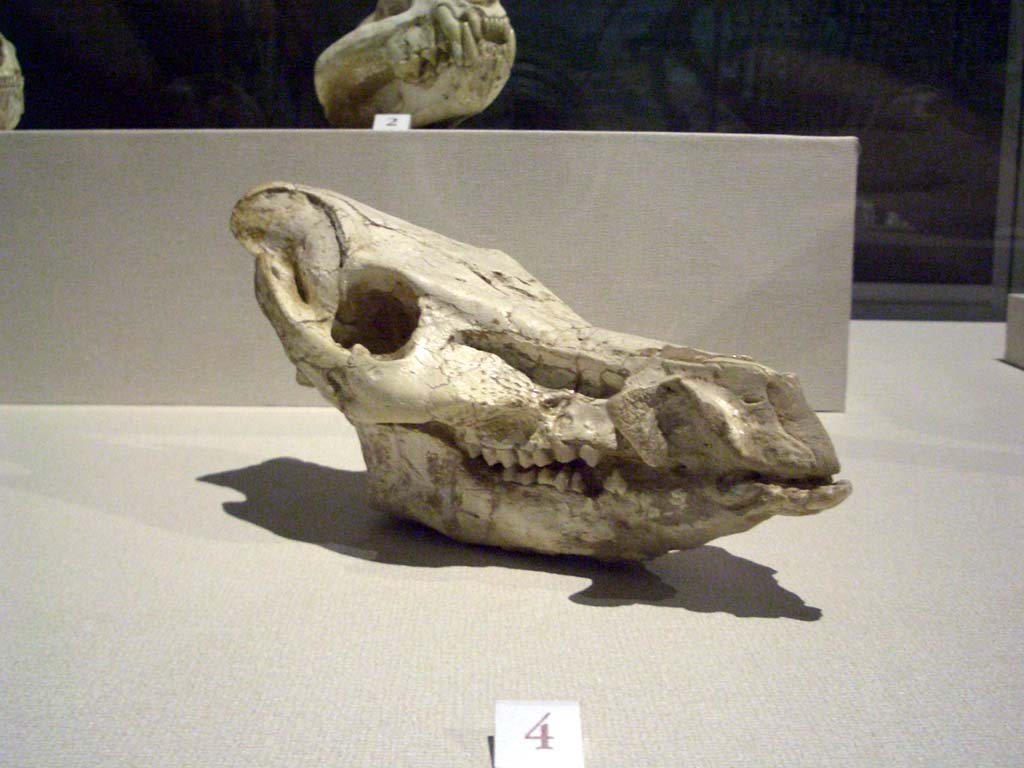
Chleuastochoerus stehlini

A disznófélék (Suidae) a párosujjú patások (Artiodactyla) rendjének egyik családja.
A családba 20 recens faj tartozik.
A disznófélék hímjét, nőstényét, illetve kicsinyét a kan, koca és malac szavakkal jelöljük.
A disznófélék Ázsiában jelentek meg először, az oligocén idején. Utódaik a miocén korban Európa területén is szétterjedtek. Már ismernek néhány ősdisznófajt, ezeknek a fogazatuk változatos étrendre utalnak, a teljesen növényevőktől a dögevőkig (Tetraconodon esetében).

## Megjelenésük
A disznóféléket, sokan az őspárosujjú patásokhoz hasonlítják. Eltérően a rend többi tagjától, a disznóféléknek mindegyik lábán négy ujj található, habár csak a két középsőn járnak. Az emésztőrendszerük is sokkal egyszerűbb, mint a kérődzőké.
A méretük igen változatos: az 58-66 centiméter hosszúságtól és 6-9 kilogramm tömegtől, a törpedisznó esetében, a 130-210 centiméter hosszúságig és 130-275 kilogramm tömegig, az erdei disznó esetében. Jellemzőik a rövid nyak és a nagy fej, amelyen kis szemek és kiemelkedő fülek ülnek. Az orrüregük, kerek orrban végződik. Szőrzetük durva tapintású, rövid farkuk rojtban végződik. A kanok hímvesszője dugóhúzó alakú.
Az állatok hallása igen fejlett, és sokféle hangot képesek kiadni. Finom szaglásuk segítségével sokféle táplálékot tudnak megkeresni: füveket, leveleket, gyökereket, rovarokat, gilisztákat, sőt békákat és egereket is. Vannak válogatosabb és teljesen növényevő fajok is.
A fogazatuk az étrendjükről tanúskodik. Eltérően a többi párosujjú patástól, a disznófélék megtartják a felső metszőfogaikat. A szemfogak megnagyobbodtak és agyarrá alakultak, amelyekkel az állatok túrnak és verekednek. Két fog között nagyon kicsi a hely. A fogak száma fajtól függően változik, de az átlag számozás a következő: {\displaystyle {\tfrac {1-3.1.2-4.3}{3.1.2.3}}}.

## Életmódjuk és szaporodásuk
Az „ősi” megjelenésük ellenére, az állatok okosak és alkalmazkodó képesek. A felnőtt kocák és malacaik kondákban járnak, míg a kanok magányosak vagy kisebb legénycsapatokban élnek. Általában nem területvédők, az összetűzésekre csak a szaporodási időszak alatt kerül sor.
Az alomnagyság fajtól függően változik 1 és 12 között. A koca fűből készít fészket vagy kis gödröt ás, ezt csak 10 nap után hagyják el a malacok. Az elválasztás körülbelül 3 hónap után következik be, és az ivarérettséget 18 hónaposan érik el. A kanok nem párosodhatnak négyéves korukig, amíg el nem érik teljes kifejlettségüket. Mindegyik fajnál a kanok mérete és agyara nagyobb, mint a kocáké.

## Rendszertani besorolásuk
A legtöbb rendszerező szerint az összes élő disznófaj (beleértve a házi sertést és a babirusszát is), néhány fosszilis fajjal együtt ebbe az alcsaládba tartozik. Míg mások, például Jan van der Made őslénykutató 2010-ben kijelentette, hogy szerinte egyes élő taxonokat, köztük a Phacochoerini- és a Babyrousini-fajokat, külön-külön alcsaládokba kéne áthelyezni. Az őslénykutatók még abban sem értenek egyet, hogy a fosszilis taxonok közül, például a Suoidea csoportbeli - csoport, mely magába foglalja a disznóféléket, pekariféléket (Tayassuidae), valamint néhány kihalt családot - állatok alsóbb taxonjai, tulajdonképpen melyik felsőbb taxonhoz tartoznak.

## Rendszerezésük
A család az alábbi élő, illetve kihalt alcsaládokat, nemzetségeket és nemeket foglalja magába:
- †Cainochoerinae
  - †Albanohyus
  - †Cainochoerus

- †Hyotheriinae
  - †Aureliachoerus
  - †Chicochoerus
  - †Chleuastochoerus[6]
  - †Hyotherium
  - †Nguruwe (korábban a ma már nem használt Kubanochoerinae alcsaládba sorolták)[7][6]
  - †Xenohyus

- †Listriodontinae[7]
  - †Kubanochoerini
    - †Kubanochoerus

  - †Listriodontini
    - †Eurolistriodon
    - †Listriodon (szinonimája: Bunolistriodon)

  - †Namachoerini
    - †Lopholistriodon
    - †Namachoerus

- Suinae[8][9]
  - Suini Gray, 1821 - 4 nem
    - †Eumaiochoerus
    - †Hippopotamodon - szinonimái: Dicoryphochoerus, Limnostonyx
    - †Korynochoerus
    - †Microstonyx
    - Porcula Hodgson, 1847[10]
      - törpedisznó (Porcula salvania) Hodgson, 1847

    - Sus Linnaeus, 1758

  - Potamochoerini Gray, 1873 - 5 nem
    - †Celebochoerus
    - Hylochoerus Thomas, 1904
    - †Kolpochoerus van Hoepen & van Hoepen, 1932 - szinonimái: Ectopotamochoerus, Mesochoerus, Omochoerus, Promesochoerus
    - Potamochoerus Gray, 1854
    - †Propotamochoerus

  - †Hippohyini Thenius, 1970 - 3 nem
    - †Hippohyus Falconer & Cautley, 1847
    - †Sinohyus
    - †Sivahyus

  - Phacochoerini Gray, 1868 - 4 nem; egyes rendszerezők külön, a Phacochoerinae alcsaládba helyezik
    - †Metridiochoerus
    - varacskosdisznó (Phacochoerus) F. Cuvier, 1826
    - †Potamochoeroides
    - †Stylochoerus

  - Babyrousini Thenius, 1970 - 1 nem; egyes rendszerezők külön, a Babyrousinae alcsaládba helyezik
    - Babyrousa Perry, 1811

- †Tetraconodontinae
  - †Conohyus
  - †Notochoerus
  - †Nyanzachoerus
  - †Parachleuastochoerus
  - †Sivachoerus
  - †Tetraconodon[11]

- Incertae sedis (az alábbi nemek nincsenek alcsaládokba foglalva):
  - †Hemichoerus
  - †Hyosus
  - †Kenyasus (korábban a ma már nem használt Kubanochoerinae alcsaládba sorolták)[6]
  - †Libycochoerus
  - †Megalochoerus
  - †Schizochoerus[6]
  - †Sinapriculus[6]

### Fordítás
- Ez a szócikk részben vagy egészben  a   Suidae című angol Wikipédia-szócikk ezen változatának fordításán alapul.  Az eredeti cikk szerkesztőit annak laptörténete sorolja fel. Ez a jelzés csupán a megfogalmazás eredetét és a szerzői jogokat jelzi, nem szolgál a cikkben szereplő információk forrásmegjelöléseként.